# Ampélia (ort i Grekland, Thessalien)
Ampélia är en ort i Grekland.   Den ligger i prefekturen Trikala och regionen Thessalien, i den centrala delen av landet, 270 km nordväst om huvudstaden Aten. Ampélia ligger 377 meter över havet och antalet invånare är 165.
Terrängen runt Ampélia är kuperad åt nordost, men åt sydväst är den bergig. Runt Ampélia är det ganska glesbefolkat, med 36 invånare per kvadratkilometer. Närmaste större samhälle är Kalampáka, 9,3 km öster om Ampélia. I omgivningarna runt Ampélia växer i huvudsak blandskog.